# Vinebre (kommun)
Vinebre är en kommun i Spanien.   Den ligger i provinsen Província de Tarragona och regionen Katalonien, i den östra delen av landet, 400 km öster om huvudstaden Madrid. Antalet invånare är 495. Arean är 26,4 kvadratkilometer. Vinebre gränsar till La Palma d'Ebre, Cabacés, La Torre de l'Espanyol, Garcia, Ascó och Flix. 
Terrängen i Vinebre är platt åt nordväst, men åt sydost är den kuperad.